# Povijest katoličanstva
Katoličanstvo je najveća grana kršćanska koja broji 1,7 milijuna vjernika. Njezina povijest započinje nastankom svijeta, a traje još i danas.

## Katoličanstvo prije Isusa

### Postanak svijeta
Knjiga postanka, prva biblijska knjiga, donosi izvještaj o nastanku svijeta. Međutim, biblijski prikaz stvaranja je alegorija i ne donosi točan znanstveni izvještaj, nego objašnjava odnos između Boga i čovjeka. U početku Bog je stvorio nebo i Zemlju, koja je bila pusta i prazna. Prvog dana Bog je stvorio svjetlost i rastavio je od tame; svjetlost je nazvao dan, a tamu noć. Drugog dana stvorio je nebeski svod. Trećeg je načinio kopno, more i biljke. Četvrtog dana stvorio je Sunce i Mjesec, a peti i šesti dan životinje te na kraju čovjeka, Adama.

### Kršćanski judaizam
Još u prapovijesti nastao je judaizam, religija koja je isprva bila čista i prava, ali se kasnije raskolila na današnji judaizam, koji odbija povjerovati u Isusa, i kršćanstvo. Utemeljitelj judaizma je Abraham, praotac izraelskog naroda s kojim je Bog sklopio savez. Nakon progonstva u Egiptu, Abrahamovi potomci Židovi nastanjuju se u Kanaanu, zemlji obećanoj od Boga, u 13. stoljeću pr. Kr. Međutim, prije ulaska u Kanaan, Židovi su četrdeset godina ostali u pustinji pod Mojsijevim vodstvom. Na Sinaju je Bog objavio Mojsiju svoj zakon. Kršenje Zakona uzrok je ljudskim nedaćama; u budućnosti treba doći Mesija, koji će uspostaviti Kraljevstvo Božje. Židovima su najprije vladali suci, pa kraljevi. U doticaju sa susjednim narodima Židovi su bili neprestano izloženi poganskim idolopokloničkim kultovima, ali su ih proroci podsjećali na njihove dužnosti i obveze prema Bogu. Židovi su pali u babilonsko ropstvo, ali su oslobođeni 538. pr. Kr. Izgradili su razoreni Hram 515. pr. Kr. i živjeli po Mojsijevim zakonima, ali malo-pomalo ogrezli su u zlo i grijeh.

## Isusov prvi dolazak

### Isusovo rođenje
Mnogi su proroci, pogotovo prorok Izaija, naviještali dolazak obećanog Mesije, Spasitelja, koji će otkupiti ljudske grijehe. Arkanđeo Gabrijel je navijestio Mariji da će roditi sina Svevišnjeg, a ona je odgovorila: "Evo službenice Gospodnje, neka mi bude po riječi tvojoj!" (Lk 1:38) Marijin suprug Josip primijetio je ženinu trudnoću i naumio je napustiti, ali u snu mu je ukazao anđeo i rekao mu da ostane uz nju. Istočni mudraci su se raspitivali kod kralja Heroda gdje će se Isus roditi, a on je doznao da će se, prema Mihejevim proročanstvima, to odviti u Betlehemu. Mudraci su došli do jaslica prateći Betlehemsku zvijezdu, poklonili se malom Isusu i darovali mu zlato kao kralju, tamjan kao čovjeku i smirnu kao Bogu. Marija, Josip i Isus uskoro bježe u Egipat, a kralj Herod daje pobiti sve dječake od dvije godine naniže. Nakon Herodove se smrti Sveta obitelj nastanjuje u Nazaretu.

### Isusovo djelovanje
Kada je Isus imao trideset godina, došlo je vrijeme da počne javno djelovati. Njegov bratić, sveti Ivan Krstitelj, krstio ga je na rijeci Jordan, pri čemu je na njega sišao Duh Sveti u obliku bijelog goluba. Nakon krštenja povukao se na četrdeset dana u Judejsku pustinju, gdje ga je iskušavao Sotona. Isus triput odbija Sotonine kušnje i uspijeva ga otjerati od sebe. Nakon toga odlazi iz pustinje i dolazi na svadbu u Kani Galilejskoj gdje će učiniti svoje prvo čudo. Isus je pretvorio vodu u vino i dokazao svoju moć nad prirodom, a Marija se zbog činjenice da je prva zamolila Isusa za pomoć i danas štuje u Katoličkoj Crkvi kao pomoćnica i zagovornica ljudi u njihovim nevoljama. Isus odabire dvanaest apostola i sedamdeset učenika te održava znameniti govor na Gori, gdje daje osam blaženstava, zlatno pravilo i druge temelje kršćanskog života. Nakon toga Isus čini mnoga čuda kao dokaz da zaista jest sin Božji. Istjerivao je Sotonu i njegove demone, liječio bolesne, vladao prirodom, pa čak i uskrsavao mrtve. Isus svojim učenicima pripovjeda mnoge prispodobe, gdje putem metafora objašnjava mnoge životne istine o ljudima, Bogu, grijehu, raju i paklu. Isus je otvoren prema svima: grešnicima, zločincima, carinicima, ženama, djeci - svima koje je tadašnje društvo izopćilo i smatralo manje vrijednima - i time pokazao bezgraničnu ljubav koju Bog ima prema čovjeku. Zbog njegovog djelovanja Isus je stekao mnoge protivnike, ponajviše svećeničke glavare, farizeje i pismoznance, ali i većinu tadašnjih Židova.

### Isusova muka i smrt
Nekoliko dana prije Pashe, Isus svečano ulazi u Jeruzalem jašući na magarcu. Narod ga je dočekao oduševljeno, mašući palminim i maslinovim grančicama te rasprostirući svoje haljine. U Veliki četvrtak Isus blaguje posljednju večeru s apostolima, na kojoj je oprao noge svojim učenicima i ustanovio Euharistiju. Poslije večere Isus odlazi na Maslinsku goru gdje se moli Bogu. Sotona je iskušavao Isusa, ali Bog je poslao anđela da ga utješi. Apostol Juda izdao je Isusa kojeg su uhitili svećenički glavari, sluge i vojnici. Židovi su Isusa najprije odveli kod Ane, a potom i kod Kajfe, velikog svećenika. Odveli su ga svezana pred Poncija Pilata tvrdeći da zavodi narod, tvrdi da je kralj židovski i ne da da se caru plaća porez. Pilat nije našao krivnju na Isusu pa ga je poslao tetrarhu Herodu, koji nije dobio od njega nikakve odgovore pa ga je poslao natrag Pilatu. Prema tadašnjem običaju, za blagdana se puštao jedan zatvorenik, pa je Pilat dao narodu da bira između Isusa i Barabe. Svećenici su nahuškali narod da traže Barabu, osuđenog pobunjenika i ubojicu, a da se Isus smakne. Pilat je dao izbičevati Isusa, nadajući da će se narod smiriti, ali to se nije dogodilo. Pod pritiskom naroda i svećenstva dao je Isusa razapeti na križ. Isus je nosio trnovu krunu, a Šimun Cirenac križ. Rimski vojnici razapeli su Isusa na križ i bacili kocku za njegovu odjeću. Isus je bio razapet između dva razbojnika, od kojih je jedan bio oholi nevjernik, a drugi se pokajao prije smrti i postao prva osoba koja je ušla u raj. Pilat je nad Isusovom glavom dao izrezbariti natpis Iesus Nazarenus Rex Iudaeorum (hrv. Isus Nazarećanin, kralj židovski, skr. INRI) na tri jezika: latinskom, grčkom i hebrejskom. Ugledni Židov i Isusov učenik, Josip iz Arimateje, zamolio je Pilata da ukopa Isusa u svoj grob, pri čemu su mu pomagali Nikodem i Djevica Marija. Ispred grobnice položen je kamen, a čuvali su je i dva stražara, jer su Židovi bili u strahu da će apostoli ukrasti Isusovo tijelo i tvrditi da je uskrsnuo.

### Isusovo uskrsnuće i uzašašće
Marija Magdalena i druge žene otišle su do Isusova groba u nedjelju, treći dan od Isusova ukopa, kad je on prema predaji trebao uskrsnuti. Zaprepastile su se vidjevši odvaljen kamen, prazan grob i anđela koji im je rekao da je Isus uskrsnuo. Isus se ukazao Mariji Magdaleni i rekao joj da javi apostolima radosnu vijest. Svi apostoli su povjerovali, osim Tome, koji je povjerovao tek kad je opipao Isusove rane. U to su vrijeme Kleofa i još jedan učenik bili na putu u Emaus. Isus im se pridružio i razgovarao s njima, ali ga oni nisu prepoznali dok nije razlomio kruh. Ukazao se i učenicima koji su lovili ribu na Tiberijadskom jezeru, a Petra je proglasio papom. Isus je proveo četrdeset dana na Zemlji sa svojim učenicima i potom uzašao na nebo, s obećanjem da će opet doći na kraju vremena.

## Rano kršćanstvo

### Crkva za sv. Petra
Pri nastanku Crkve u Jeruzalemu na apostole, učenike i Mariju je sišao Duh Sveti, zbog čega su oni počeli neustrašivo propovijedati Radosnu vijest na jezicima koje dotad nisu poznavali. Upravo sv. Petar, koji je triput zatajio Isusa u Kajfinu dvorištu, održava nadahnutu propovijed nakon koje se krstilo tri tisuće ljudi. Upravo Duh Sveti čini Katoličku Crkvu pravom i istinskom Crkvom, a ne tek jednom od stotinu vjerskih zajednica. Nadahnut Duhom Petar je i liječio bolesnike, pa su ih ljudi iznosili na trgove i oni bi odmah ozdravljali. Zbog propovijedanja evanđelja bio je bačen u tamnicu. Herod Antipa htio je idućeg dana pogubiti Petra i pridobiti Židove za sebe, ali Petra je noću iz tamnice oslobodio anđeo i odveo do Markove kuće, gdje je prva Crkva cijelu noć molila za njega. Petar je napustio Jeruzalem i tako se spasio. Potaknut viđenjem, odlazi u Cezareju gdje navješćuje evanđelje rimskom građaninu Korneliju, čime je kršćanstvo po prvi put izašlo iz židovskog kruga. Petar je propovijedao i u Antiohiji, a osobito je važna bila njegova uloga na apostolskom saboru u Jeruzalemu, kad je odlučeno da se od pogana koji se obrate na kršćanstvo neće tražiti da obdržavaju sav židovski zakon.
Zbog njegova boravka u Antiohiji tamošnja ga Crkva vidi svojim prvim biskupom i zaštitnikom antiohijskog patrijarhata. Sv. Petar nekoliko godina boravi u Rimu, zbog čega drevna kršćanska predaja govori da je bio prvi biskup carskog grada. Godine 64., za vrijeme Neronovih progona kršćana, sv. Petar je zbog svoje vjere u Isusa Krista i propovijedanja Radosne vijesti osuđen na smrt te je podnio mučeništvo. Bio je osuđen na smrt razapinjanjem na križu, no kako se nije smatrao dostojnim da umre na isti način kao Isus, tražio je svoje mučitelje da križ okrenu naopako, što su oni i učinili.

### Sv. Pavao i Crkva
Sveti Pavao rođen je oko 5. godine u Tarzu kao Savao, židovski vjerski ekstremist i žestoki progonitelj kršćana. Uhvatio je i ubio mnogo nevinih ranih kršćana čija je jedina krivnja bila vjera u Boga i Isusa Krista, a bio je prisutan i pri okrutnom kamenovanju Stjepana Prvomučenika. Dok je putovao prema Damasku s namjerom da uhvati i pogubi jednu od posljednjih kršćanskih zajednica, doživio je ukazanje, oslijepio od jakog svjetla i čuo Isusove riječi: "Savle, zašto me progoniš?" To iskustvo je na njega tako utjecalo da je prihvatio kršćanstvo, krstio se u Damasku i počeo propovijedati Evanđelje.
Jeruzalemski su kršćani u početku bili sumnjičavi prema njemu, dok se nisu uvjerili da se stvarno obratio. Putovao je po Maloj Aziji, Grčkoj i istočnom Sredozemlju, te je na kraju stigao do Rima. Obično se govori o njegova četiri misijska putovanja. Na njima je najprije ulazio subotom u sinagoge te Židovima naviještao evanđelje, a kad ga oni ne bi prihvatili, obraćao se poganima.
Njegove poslanice, koje je pisao u mjesnim Crkvama, postale su sastavni dio Novog zavjeta. Jedan od njegovih najpoznatijih tekstova je "Hvalospjev ljubavi", a bogoslovno najbogatija poslanica je Poslanica Rimljanima, u kojoj i sam spominje svoju nakanu da otputuje sve do Španjolske. Premda iz njegovih spisa nemamo potvrde da se to putovanje dogodilo, tradicija govori da je on i ondje navijestio evanđelje. U Rimu je dospio u zatočeništvo, a 65. su mu rimski poganski vojnici odrubili glavu, pa je podnio i mučeničku smrt zbog svoje vjere.

### Ranokršćansko vjerovanje
Pošto je Isus Krist propovijedao jednakost svih ljudi, kršćanstvo su u početku prihvaćali niži slojevi, a odbacivali viši. Osnovna aktivnost prvobitnih kršćana bila je molitva Bogu. Ranokršćanska otajstva sadržavala su tri sveta sakramenta: krštenje, potvrdu i euharistiju, pri čemu su rani kršćani krštenje i potvrdu primali istovremeno. Kršćani su krstili samo zrele vjernike i odbacivali carski kult, poganstvo i idolopoklonstvo, zbog čega su bili podvrgnuti dugotrajnim i okrutnim progonima od strane poganske carske vlasti. Stoga su se okupljali u podzemnim katakombama, gdje je nastala i ranokršćanska umjetnost. Vjerski simbol ranih kršćana bio je ihtis, riboliki simbol koji je bio akronim za izraz: "Isus Krist, sin Božji, Spasitelj".

### Progoni kršćana
Pravovjerni kršćani od samog su početka bili izloženi okrutnim progonima od strane pogana. Progone je poticao Sotona želeći uništiti kršćanstvo, pa su već nakon Poncija Pilata Rimljani počeli gušiti kršćanstvo, nazivajući ga "opasnom i prevratničkom sektom". Nazivali su ih bezbožnicima jer su odbijali vjerovati u rimske bogove i klanjati se idolima. Prve organizirane progone počeo je vršiti okrutni car Neron (54. – 68.), pod izlikom da su 64. kršćani skrivili veliki rimski požar. Rimski povjesničar Tacit donosi povijesni zapis o Neronovim progonima:
Osim navedenih načina ubijanja, Neronovi su vojnici neke kršćane bacali u rijeku Tiber ili predavali divljim životinjama u amfiteatru. Među rimskim mučenicima nalazili su se i Kristovi apostoli Petar i Pavao. Poslije kratkog razdoblja zatišja počeli su novi progoni za cara Domicijana (81. – 96.) Nove veće progone pokrenuo je car Marko Aurelije (161. – 180.), vladar "filozof", pod utjecajem antikršćanski nastrojenih stoika. Zanimljivo je da se Aurelijev progon odvijao samo u jednom gradu, Lyonu, 177. godine. Tijekom sljedećih stoljeća veći progonitelji kršćana bili su carevi Septimije Sever, Maksimin Tračanin, Decije i Valerijan. Tijekom vladavine posljednja dva cara ubijeno je nekoliko desetaka tisuća, pa možda i stotinu tisuća ljudi, većinom kršćana.
Ipak, najžešće progone u povijesti Rima pokrenuo je Dioklecijan (284. – 311.) i njegova suvladara Galerija. Od 303. do svoje smrti ta su dva vladara vršila neviđene progone nad kršćanima, te su više tisuća ljudi dali pogubiti ili otjerati u progonstvo. Spaljivali su Biblije, ubijali svećenike, oduzimali kršćanima građanska prava i prijetili im smrću ako ne budu žrtvovali bogovima. Car Galerije se na samrtničkoj postelji pokajao i izdao edikt o toleriranju kršćanstva, pod uvjetom da se mole Bogu za cara, ali car Dioklecijan se odbio pokajati te je umro od gladi i žalosti, sa žalosnom spoznajom da je kršćanstvo postalo još moćnije tijekom progona, te da su i njegova supruga i kćerka postale kršćanke.

### Milanski edikt
Početkom 4. stoljeća car Konstantin Veliki (306. – 337.) zakonski je izjednačio kršćanstvo s ostalim religijama u Carstvu i okončao doba progona kršćana, potpisujući dokument poznat kao Milanski edikt zajedno s carem Licinijem u Milanu 313. godine. Po tom zakonu vraćena je imovina kršćanima, pokrenuta je gradnja crkvi te je čak sazvan prvi ekumenski sabor kojim je car osobno predsjedavao. Ipak, progoni kršćana još su se vršili u udaljenijim dijelovima Carstva; dobar primjer je vladavina cara Licinija (308. – 324.).

### Državna religija
Rimski car Teodozije I. proglašava 387. kršćanstvo državnom religijom i zabranjuje sve druge religije, sekte i kultove, naročito poganske i idolopokloničke. Teodozije daje zatvoriti sve poganske hramove i izgraditi mnoge crkve diljem Carstva. 

## Katoličanstvo u srednjem vijeku

### Vladavina Grgura Velikog
Papinsku čast 590. preuzeo je Grgur I. Veliki, jedan od najpoznatijih papa u povijesti Katoličke Crkve. Tijekom svoje vladavine proveo je mnogo značajnih reformi: reorganizirao je upravu nad papinskim teritorijem i crkvenim posjedima, pokretao misionarske djelatnosti, poticao benediktinski red i reformirao crkvene ceremonije. Politikom prema Langobardima postavio je temelje kasnije političke moći papinstva. Prvi je upotrijebio izraz "servus servorum Dei" (hrv. "sluga slugu Božjih") kao papinski naslov. Njegova su djela, osobito pisma, vrelo podataka za kulturnu povijest ranog srednjeg vijeka. Ustanovio je i pjevačku školu koja će postaviti norme za izvođenje pjevanja nazvanog po svom voljenom papi - gregorijanski napjev.

### Redovništvo
Oduvijek je u zajednici Kristovih vjernika bilo odvažnih muževa i žena koji su Krista htjeli naslijedovati živeći svoja krsna obećanja u obilnijoj mjeri. Prvi takvi kršćani javljaju se u 3. stoljeću i nazivaju se redovnici, a značajniji porast odvija se u 4. stoljeću. Utemeljitelji redovništva su sv. Pavao Pustinjak, sv. Antun i sv. Atanazije. Prva redovnička pravila napisali su sv. Bazilije na istoku u 4. stoljeću i sv. Benedikt na zapadu u 5. stoljeću. Tijekom godina osnovali su se mnogi redovi, od kojih su najpoznatiji benediktinci, franjevci, dominikanci i drugi.

### Veliki crkveni raskol
Nakon što je car Teodozije I. podijelio Rimsko Carstvo na zapadni i istočni dio, kulturne razlike među njima polako su se povećavale. Nakon pada Zapadnog Rimskog Carstva bizantski car nije htio pomoći Zapadu u borbi protiv pogana, zbog čega su se pape okrenule franačkim vladarima. Razlike su sve više rasle i kulminirale 16. srpnja 1054. u Carigradu kada su se tijekom bogoslužja kardinal Humbert od Silva Candide, predstavnik pape Lava IX., i carigradski patrijarh Mihajlo I. Cerularije međusobno ekskomunicirali. Iako su papa Pavao VI. i carigradski patrijarh poništili ekskomunikaciju tijekom Drugog vatikanskog sabora 1965., ona je još uvijek na snazi.

### Križarski ratovi
Tijekom srednjeg vijeka Arabija je bila okupirana od strane Seldžuka, turskog naroda porijeklom iz Male Azije. Isprva su Seldžuci dopuštali kršćanima hodočašće u Jeruzalem, ali seldžučki vladari su uskoro osvojili Jeruzalem i okrutno poubijali tisuće kršćana koji su hodočastili u to vrijeme. Stoga je 1095. papa Urban II. pozvao kršćansku Europu u rat za oslobođenje Svete zemlje od islamske okupacije. Svi su prihvatili tu zamisao: vjernici zbog ulaska u raj, plemstvo zbog stjecanja novih posjeda, a seljaci i radnici bijeg od teškog života i gladi.
Prvi križarski rat trajao je od 1096. do 1099., i u njemu je kršćanska vojska postigla najviše uspjeha, pri čemu je osnovan prvi i najpoznatiji vojni red, templari. U listopadu 1097. započela je opsada Antiohije, koja je završila oslobođenjem 1099., nakon čega je bio osiguran put prema Jeruzalemu. 17. srpnja oslobođen je Jeruzalem i osnovano kršćansko Jeruzalemsko Kraljevstvo. Drugi križarski rat bio je vrlo neuspješan, a treći je poznatiji po tome što su ga vodila tri vladara: Fridrik I. Barbarossa, Rikard I. Lavljeg Srca i Filip II. August. U tom ratu oslobođen je dio zemlje kojeg su muslimani okupirali u prošlom ratu. U Četvrtom križarskom ratu Venecija je osvojila Zadar, ali je zato 1204. oslobodila Carigrad i osnovala Latinsko Carstvo na bizantskom teritoriju, od čega se Bizant nikad nije oporavio. Tijekom ostalih pet križarskih ratova nisu postignuti značajni uspjesi, zbog čega su islamski zločinci zadržali svoju vlast.

## Katoličanstvo u novom vijeku

### Francuska revolucija
Tijekom 18. stoljeća francuski krajnji ljevičari odlučili su svrgnuti kralja Luja XVI. i samostalno zavladati Kraljevinom Francuskom. Međutim, kao majka svih revolucija, Francuska je revolucija imala izrazito naglašen antikršćanski karakter, zbog čega bi se mogla nazvati nasilnom dekristijanizacijom Francuske. Ta se praksa provodila rušenjem crkava, progonom i ubijanjem svećenika, redovnika i vjernika, pljačkanje i uništavanje crkava, provođenjem sekularizacije i odstranjivanja sakralnosti, zatiranjem tisućugodišnje kršćanske kulture, prisiljavanjem svećenika na ženidbu, uništavanjem križeva, raspela i ostalih vanjskih oznaka kršćanstva, uvođenjem kulta Razuma i Vrhovnog bića te zabranom bogoslužja, vjeronauka i Isusovog imena. 
Ideolozi revolucije uništavali su križeve i svete slike, zabranjivali vjerske obrede i svetkovine, uklanjali naziv "sveti", palili knjige, talili srebrninu i zvona, crkve pretvarali u krčme, konjušnice i skladišta. Ukinuli su gregorijanski kalendar te uveli svoj, od deset dana, i nedjelju zamijenili danom koji su nazvali "desetdan". Išli su toliko daleko da su obeščastili grobove francuskih kraljeva u bazilici Saint Denis. U crkvama su priređivali orgije i pijanke. Povjesničari procjenjuju da je oko 40,000 svećenika ubijeno, zatvoreno ili protjerano iz Francuske, a ubijeno je i prognano više stotina tisuća katolika i "neprijatelja revolucije". Međutim, revolucionari nisu ubijali samo muškarce, nego i žene, djecu i starce. Iz revolucije su izrastale sotonske zlokobne ideologije koje i danas razaraju svijet: ateizam, antiklerikalizam, liberalizam i socijalizam.

## Kršćanstvo u suvremeno doba

### Nacizam, fašizam i komunizam
Tijekom 20. stoljeća katolici su bili najviše progonjeni, ubijani i zatvarani u povijesti zbog tri ideologije koje su gotovo uništile svijet (nacizam, fašizam i komunizam). Od te tri ideologije, najpogubniji po Crkvu bio je komunizam, pogotovo ruski boljševizam. Osnivač SSSR-a Vladimir Iljič Lenjin odmah je nakon uspostave diktature počeo s progonima svećenika, redovnika i laika. Katolička Crkva je zabranjena, ali Pravoslavna je imala povlašten položaj te je surađivala s totalitarnim vlastima. Josif Staljin osobito je progonio katolike te se procjenjuje da je u njegovim čistkama stradalo 42,6 milijuna ljudi, od čega nekoliko milijuna katolika i ostalih vjernika.
Situacija nije bila ništa bolja ni u Trećem Carstvu. Katolički i protestantski svećenici i redovnici bili su objekt Hitlerove mržnje i žrtva Holokausta; tisuće svećenika i deseci tisuća katolika okrutno su pobijeni u njemačkim sabirnim logorima. Srećom po katolike, u fašističkoj Italiji situacija je bila nešto bolja. Italija je oduvijek bila izrazito katolička država, što se posebno očituje po tome da se papinska država Vatikan nalazi u srcu Rima. Benito Mussolini nije se smio zamjeriti Crkvi jer bi time izazvao bijes naroda, zbog čega je bio prisiljen potpisati Lateranske ugovore kojima je katoličanstvo priznato kao državna religija. Ipak, tijekom Drugog svjetskog rata nekoliko tisuća svećenika i laika zatvoreno je ili ubijeno pod optužom da "surađuju s neprijateljima".

### Drugi vatikanski sabor
U zapadnoj Europi tijekom 20. stoljeća porasla je moć liberalizma, a opala je moć konzervativizma, te se ruše stare kulturne vrijednosti "u ime napretka", tj. Novog svjetskog poretka. Vjernici više nisu prepoznavali Crkvu kao sakrament sveopćeg spasenja, zbog čega je papa Ivan XXIII. sazvao 1962. Drugi vatikanski sabor, na kojem je sudjelovalo 2540 biskupa. Papa je posebno istaknuo važnost čitanja znakova vremena, zbog čega je Crkva osuvremenjena i pokrenut je dijalog prema hereticima i ateistima. Usred sabora je papa umro, zbog čega je Pavao VI. nastavio sabor, na kojem je doneseno 16 liturgijskih dokumenata i na kojem je zaključen proces obnove Crkve, kojom je ona postala suvremena i prilagođena modernim ljudima i vremenima.

### Ivan Pavao II.
Nakon Drugog vatikanskog sabora Crkva je znatno osuvremenjena. Postupak reforme nastavio je i novoizabrani papa Ivan Pavao II., Poljak i svetac koji je iznimno mnogo doprinio Katoličkoj Crkvi. Tijekom 27-godišnjeg pontifikata imenovao je 1282 blaženika, 456 svetaca i 201 kardinala. Susreo se s milijunima ljudi i mnogo je putovao: posjetio je 129 država, proputovao 1,2 milijuna kilometara, obišao zemaljsku kuglu 30 puta i posjetio 850 gradova. Zalagao se za ekumenizam i međureligijski dijalog, neumorno je poticao kulturu života, odigrao važnu ulogu u padu bezbožnog komunizma, te je bio iznimno popularan kod mladih. Posebno je važan za Hrvatsku jer ju je posjetio tri puta, a Vatikan je usto prvi priznao Hrvatsku i značajno joj pomagao tijekom velikosrpske agresije i Domovinskog rata. Gospa je sama odabrala papu Ivana Pavla II. kao crkvenog poglavara, ali je i navijestila veliki mrak i oluje nakon njegovog odlaska, jačanje ateizma i dolazak Antikrista. Nakon papine smrti 2005. njegovu politiku je nastavio Benedikt XVI., dok je papa Franjo povukao mnoge kontroverzne poteze od 2013. do danas.